# Andover (Kansas)
Andover es una ciudad situada en el condado de Butler, Kansas, Estados Unidos. Tiene una población estimada, a mediados de 2022, de 15 628 habitantes.
Es parte del área metropolitana de Wichita.

## Geografía
La ciudad está ubicada en las coordenadas 37°41′14″N 97°07′51″O / 37.68722, -97.13083 (37.687166, -97.130753).

## Demografía
Según el censo de 2000, en ese momento los ingresos medios de los hogares eran de $57,163 y los ingresos medios de las familias eran de $65,781. Los hombres tenían ingresos medios por $50,326 frente a los $30,683 que percibían las mujeres. Los ingresos per cápita para la localidad eran de $24,818. Alrededor del 6.3% de la población estaba por debajo de la línea de pobreza.
De acuerdo con la estimación 2017-2021 de la Oficina del Censo, los ingresos medios de los hogares son de $103,383 y los ingresos medios de las familias eran de $115,871. Los ingresos medios en los últimos doce meses, medidos en dólares de 2021, son de $37,325. Alrededor del 4.1% de la población está por debajo de la línea de pobreza.